# Peter Dean
Peter Sweetser Dean (Boston, 6 de março de 1951) é um velejador estadunidense, medalhista olímpico. Ele competiu nos Jogos Olímpicos de Verão de 1972 na classe Tempest e conquistou a medalha de bronze, ao lado de Glen Foster. Eles se tornaram campeões mundiais juntos em Marstrand em 1971.